# Sarkisashen
Sarkisashen (azerbajdzjanska: Çağadüz, armeniska: Սարգսաշեն, Sargsashen, ryska: Саркисашен) är en ort i Azerbajdzjan.   Den ligger i distriktet Xocavənd Rayonu, i den sydvästra delen av landet, 270 km väster om huvudstaden Baku. Sarkisashen ligger 907 meter över havet och antalet invånare är 264.
Terrängen runt Sarkisashen är lite bergig. Runt Sarkisashen är det ganska glesbefolkat, med 35 invånare per kvadratkilometer.. Närmaste större samhälle är Müşkapat, 11,2 km nordost om Sarkisashen. 
Omgivningarna runt Sarkisashen är en mosaik av jordbruksmark och naturlig växtlighet.